# Rajaz
Rajaz — тринадцатый студийный альбом британской прог-рок-группы Camel, вышедший в 1999 году.

## Об альбоме
Название альбома предложил басист Колин Басс. Раджаз — это определенный вид арабского стиха. Поскольку и музыка на альбоме навеяна восточными мотивами, название было принято.
Вся музыка к песням написана Эндрю Латимером. Тексты песен Латимер и его жена Сюзан Хувер разделили между собой.

## Список композиций
1. Three Wishes — 6:58 (Latimer)
2. Lost and Found — 5:38 (Latimer,Hoover)
3. The Final Encore — 8:07 (Latimer)
4. Rajaz — 8:15 (Latimer,Hoover)
5. Shout — 5:15 (Latimer,Hoover)
6. Straight to My Heart — 6:23 (Latimer)
7. Sahara — 6:44 (Latimer)
8. Lawrence — 10:46 (Latimer,Hoover)

## Участники записи
- Эндрю Латимер (англ. Andrew Latimer) — электрогитара, акустика, флейта, вокал, перкуссия, клавишные, микширование
- Колин Басс (англ. Colin Bass) — бас-гитара
- Дэйв Стюарт (англ. Dave Stewart) — ударные, перкуссия
- Тон Шерпензил (англ. Ton Scherpenzeel) — клавишные
- Барри Филипс (англ. Barry Phillips) — виолончель (сессионно)
- Кен Ли (англ. Ken Lee) — мастеринг